# Román ortodox templom (Magyarcsanád)
A magyarcsanádi román ortodox templom egyike a község négy templomának; késő barokk stílusban épült, 1808-ban emelték.

## Története
A templomot a helyi ortodoxok két felekezete, a román és a szerb építette a falu főterén 1808-ban; Jézus Krisztus mennybemenetelének tiszteletére szentelték föl. A két oldalbejáratot használva, egymástól elkülönülve léptek be az épületbe. 1840-ben a két felekezet között megromlott a viszony, mert a többségbe került románság nagyobb beleszólást akart a vezetésbe. Az ellenségeskedés hatására a hívek egy része a makói görögkatolikus templom miséjét kezdték látogatni; a szerbek otthagyták templomukat, a istentiszteleteiket az iskolában tartották. 1878-ban végül külön vált a két felekezet; a szegedi bíróság a románságnak ítélte a templomot; ugyanakkor a szerbek 12 500 forintot kaptak kárpótlás gyanánt tőlük. 1880-tól kizárólagosan a román ortodox gyülekezet templomaként működött. A templombelső ószláv nyelvű feliratokat egy későbbi renoválás során a románok lefestették. Utolsó felújítása 2008-ban történt. Műemléki védettséget élvez; törzsszáma a műemlékjegyzékben 2759.

## Szerkezete, belső kialakítása
A templom 23 méter hosszú, 10 méter széles, szabadon álló egyhajós épület. Főhomlokzata dinamikus hatású; látványos tagoló- és díszítőelemek a középrizalit páros pilaszterei és szoborfülkéi, valamint az órapárkány. A toronysisak változatos rajzolatú. A templom kelet (oltár) - nyugati (főbejárat) tájolású, a község főútvonala a templom oldalfrontja mellett halad; a tervező ezért igen tetszetős oldalhomlokzatot készített, amit jó ritmusúvá tesz az öt ablak bélletes ívsora és a pilaszterek rendje. Az ablakok közül a kórusnál lévő vakablak. Hangsúlyos a koronázópárkány és a torony övpárkánya; szentély keskenyebb a templomhajónál. A födém négyszakaszos csehsüvegboltozatú.
Belső felépítése követi a klasszikus ortodox templomok tagozódását. Három fő része van: az előcsarnok, a templomhajó és az oltár. A templomhajóban található az amvon, vagyis az emelvény, ahonnan a pap prédikál; a déli oldalon kapott helyet a püspöki trónus. A bejárat felől háromíves, boltozott karzat látható.

## Berendezése
A templom berendezése az épülettel egyidős; az értékesebb tárgyak közé tartozik közé az oltárasztal, egy evangélium, az áldó kereszt, gyertyák és a szentségtartó. Az oltár középen áll az oltárasztal, bal oldalán pedig az előkészületi asztal. Az oltárasztal jelképezi az utolsó vacsora asztalát, Jézus sírját, a Bárány trónját; rajta világos színű terítő található, ami Krisztus halotti leplére utal. Egy még kisebb terítőn a megváltó sírba tétele látható, egy szent ereklyét varrtak bele a kelmébe.
Az ikonosztázion, más néven képfal elválasztó szerepet tölt be az oltár és a templomhajó között. A képfalat és a fafaragványokat Bantkó János aradi mester készítette, aki 1826-ban kapott megbízást a munka elvégzésére; az ő alkotása a battonyai szerb ikonosztázion is. A faragványok a barokk és a klasszicizmus formakincsét ötvözik, a középponti motívum egy leveles urnadísz. A hangsúly a rozettán van, a növényi elemek háttérbe szorulnak.
Képi díszítése összesen 51 kompozícióból áll, ikonográfiája öt különböző zónára oszlik. Az első: szentírásbeli események, a második: trónusikonok, a harmadik: ünnepek (közöttük Krisztus feltámadása). A középtengelyben: Krisztus mennybemenetele látható. A lunettában a szenvedéstörténet jeleneteit ábrázolják. Az ötödik, zónába kerültek az apostolok és egy Golgota-keresztkompozíció. A királyi ajtóra festették az örömhírvételt és az utolsó vacsorát ábrázoló képeket, az északi diakónusi ajtón Mihály arkangyal és Mária születése, a déli diakónusin pedig Gábor arkangyal és Ábrahám áldozata jelenik meg. A trónusikonokat olajjal vászonra, a többi kompozíciót olajjal fára festették. 
Az ikonosztáz Arsa Teodorovici festő alkotása, három sorból tevődik össze. Az alsó képsoron Jézus, Keresztelő Szent János és Isten szülőjének ikonja láthatók. A második képsorban a tizenkét nagy ünnep, a harmadikban, a fölsőn pedig az apostolok ikonjai jelennek meg.

## Külső hivatkozások
- A templom a Műemlékem.hu oldalon
- A templom Magyarcsanád község honlapján
- A templom a Nagyvőfély.hu internetes oldalon